# Drosophila orthofascia
Drosophila orthofascia är en tvåvingeart som beskrevs av Elmo Hardy och Kenneth Y. Kaneshiro 1968. Drosophila orthofascia ingår i släktet Drosophila och familjen daggflugor.
Artens utbredningsområde är Hawaii.